# Charles-Maurice Favre-Bertin
Pour les articles homonymes, voir Favre et Bertin.
 (juillet 2017).
Si vous disposez d'ouvrages ou d'articles de référence ou si vous connaissez des sites web de qualité traitant du thème abordé ici, merci de compléter l'article en donnant les références utiles à sa vérifiabilité et en les liant à la section « Notes et références ».
Charles Maurice Favre-Bertin, né le 13 novembre 1887 à Paris (11e arrondissement) et mort le 7 août 1960à Clichy est un sculpteur, décorateur et médailleur français.

## Biographie
Elève de G.Greber et C.Monni, Charles Maurice Favre-Bertin débute au Salon des artistes français en 1920. Il y reçoit une médaille d'or en 1929 et une médaille d'honneur en 1956, section arts décoratifs.
Il repose auprès de sa fille, la comédienne Silvia Monfort (1923-1991), au cimetière du Père-Lachaise (division 93).